# 第4回ベルリン国際映画祭
第4回ベルリン国際映画祭は、1954年6月18日から29日まで開催された。

## 概要
1954年のベルリン国際映画祭にはソフィア・ローレン、ヴィットリオ・デ・シーカ、ジーナ・ロロブリジーダ、ジャン・マレーといったスターたちが会場に現れ、華を添えた。金熊賞には観客達によってデヴィッド・リーンの『ホブスンの婿選び』が選ばれた。

## 受賞
- 金熊賞：『ホブスンの婿選び』（デヴィッド・リーン）
- 銀熊賞：『パンと恋と夢』（ルイジ・コメンチーニ）
- 銅熊賞：『Le défroqué』（レオ・ジョアノン）
  - 監督賞：ヘルムート・コイトナー（『最後の橋』）

## 上映作品
- 長編映画のみ記載
- 生きる – 黒澤明 （日本）
- 大いなる希望 – ドゥイリオ・コレッティ （イタリア）
- 最後の橋 – ヘルムート・コイトナー （オーストリア・ユーゴスラヴィア）
- 砂漠は生きている – ジェームズ・アルガー （アメリカ）
- パンと恋と夢 – ルイジ・コメンチーニ （イタリア）
- ホブスンの婿選び – デヴィッド・リーン （イギリス）
- Det Stora äventyret – アーン・サックスドルフ （スウェーデン）
- Le défroqué – レオ・ジョアノン （フランス）
- Sinha moca – トム・ペイン （ブラジル）